# Saviniona acerifolia
Saviniona acerifolia là một loài thực vật có hoa trong họ Cẩm quỳ. Loài này được (Cav.) Webb & Berthel. miêu tả khoa học đầu tiên năm 1836.